# Problemes de Landau
Els Problemes de Landau són quatre coneguts problemes bàsics sobre els nombres primers, que Edmund Landau catalogà com a "inabastables en el present estat de la ciència" durant el Congrés Internacional de Matemàtics de 1912.
Els quatre problemes són els següents:
- La conjectura de Goldbach, que estableix que tots els nombres parells més grans de 2 es poden expressar com la suma de dos nombres primers.
- La conjectura dels nombres primers bessons, que estableix que hi ha infinits nombres primers p, tals que (p+2) també és un nombre primer.
- La conjectura de Legendre, que estableix que sempre existeix un nombre primer entre dos nombres quadrats perfectes.
- La conjectura de què hi ha infinits nombres primers p tals que (p - 1) és un nombre quadrat perfecte. Dit en altres paraules, hi ha infinits nombres primers de la forma {\displaystyle n^{2}+1}.

A desembre de 2017, aquests problemes encara no han estat resolts.